# Tiiran
Tiiranul (scris și tiairan și denumit și sulfură de etilenă) este un compus heterociclic cu sulf cu formula chimică C2H4S. Este cel mai simplu compus de acest gen și prezintă un miros specific compușilor organosulfurați. Tiiranii sunt analogii cu sulf ai epoxizilor.

## Obținere
Tiiranul poate fi obținut în urma reacției dintre carbonatul de etilenă și tiocianatul de potasiu, KSCN. Prima etapă realizată este topirea KSCN sub vid pentru eliminarea urmelor de apă, după care se realizează reacția:
KSCN  + C2H4O2CO  →  KOCN  + C2H4S  +  CO2

## Proprietăți
Sulfura de etilenă adiționează amine cu obținerea de 2-mercaptoetilamine, care sunt liganzi buni:
C2H4S   +  R2NH  →  R2NCH2CH2SH
Acest proces poartă denumirea de mercaptoetilare.